# Flughafen Erfurt-Weimar
Flughafen Erfurt-Weimar (före mars 2011 Flughafen Erfurt) (ERF) är en flygplats belägen cirka 6 km väster om Erfurts centrum, i Tyskland. Det finns avgångar till bland annat Nürnberg, München och Palma de Mallorca. I anslutning till flygplatsen finns bland annat ett hotell med 72 rum.